# Streli Mamba
Streli Mamba (Göppingen, 17 giugno 1994) è un calciatore tedesco di origini congolesi, attaccante dell'Erzurumspor FK.

## Caratteristiche tecniche
È un centravanti. 

## Carriera
Ha esordito nella massima serie tedesca nel Paderborn il 17 agosto 2019 perdendo 3-2 sul campo del Bayer Leverkusen segnando il gol del momentaneo 2-2. Il 21 febbraio 2020 mentre sta giocando all'Allianz Arena contro il Bayern Monaco, sugli spalti sua nipote di soli 14 mesi muore a seguito di un malore.